# Stanz im Mürztal
Stanz im Mürztallà một đô thị thuộc huyện Mürzzuschlag bang Steiermark, nước Áo. Đô thị Stanz im Mürztal có diện tích 76,73 km², dân số thời điểm cuối năm 2008 là 669 người.